# Guyan Kante
Guyan Kante est un footballeur ivoirien né le 5 janvier 1982.

## Carrière
- 2001- : ASEC Mimosas  Côte d'Ivoire
- 2002- : Asec Mimosas
- 2003- : Asec Mimosas
- 2004- : Asec Mimosas
- 2005- : Asec Mimosas
- 2006- : Asec Mimosas
- 2007- : Issia Wazy        (Côte d'Ivoire)
- 2008- : Issia Wazy

## Sélections
- 5 Sélections en équipe espoir et 3 sélections en équipe A.